# スズキ・ランディ
ランディ（LANDY）は、スズキが日本で販売しているミニバン。3代目までは5ナンバーサイズだが、4代目からは3ナンバーサイズになっている。スズキが国内で販売している車種で最も高価な車である。
初代から3代目までは日産自動車から（ベース車はセレナ）、4代目からはトヨタ自動車から（ベース車はノア）それぞれOEM供給を受ける車種である。生産はベース車同様に、初代は日産車体、2代目・3代目は日産自動車九州、4代目はトヨタ車体・富士松工場で行う。

## 概要
2006年（平成18年）6月、スズキは日産との間で完成車の相互供給に関する提携強化策を発表した。その一環として、普通自動車ラインナップ強化を目的に日産・セレナの供給を受けることになり、2007年（平成19年）1月22日に「ランディ」として発売された。2005年（平成17年）8月まで販売されていたエブリイランディの実質的後継車にあたる。
2019年（令和元年）、スズキはトヨタと資本提携を結び、その結果、本車も4代目からトヨタのノアをベースとした供給体制へと変更された。
ベース車と構造や設定は同じであるが、変更点はフロントグリルやエンブレム類、一部装備の差異のみとなっている。また、初代から一貫してエアロモデルがランディでは設定されていない為、ベース車で設定されているエアロモデル専用色もランディでは未設定となる。
なお、最高価格は発売当初、265.755万円（5 %程度の消費税込）だったが、改良を重ねることに値上がりし、現行モデルである4代目の最高価格は「HYBRID G（E-Four）」の369.71万円（10 %程度の消費税込）である。これは、軽自動車やコンパクトカーが取扱車種の多くを占めるスズキ車において、日本国内で2025年（令和7年）7月現在で販売されている車種の中で最も値段が高く、価格帯においてもSUVのフロンクスやかつて販売されたセダンのキザシを上回る。
2025年（令和7年）7月現在、スズキが日本国内で他社からのOEM供給を受けている唯一の現行車種である。

## 初代 SC25型（2007年 - 2010年）

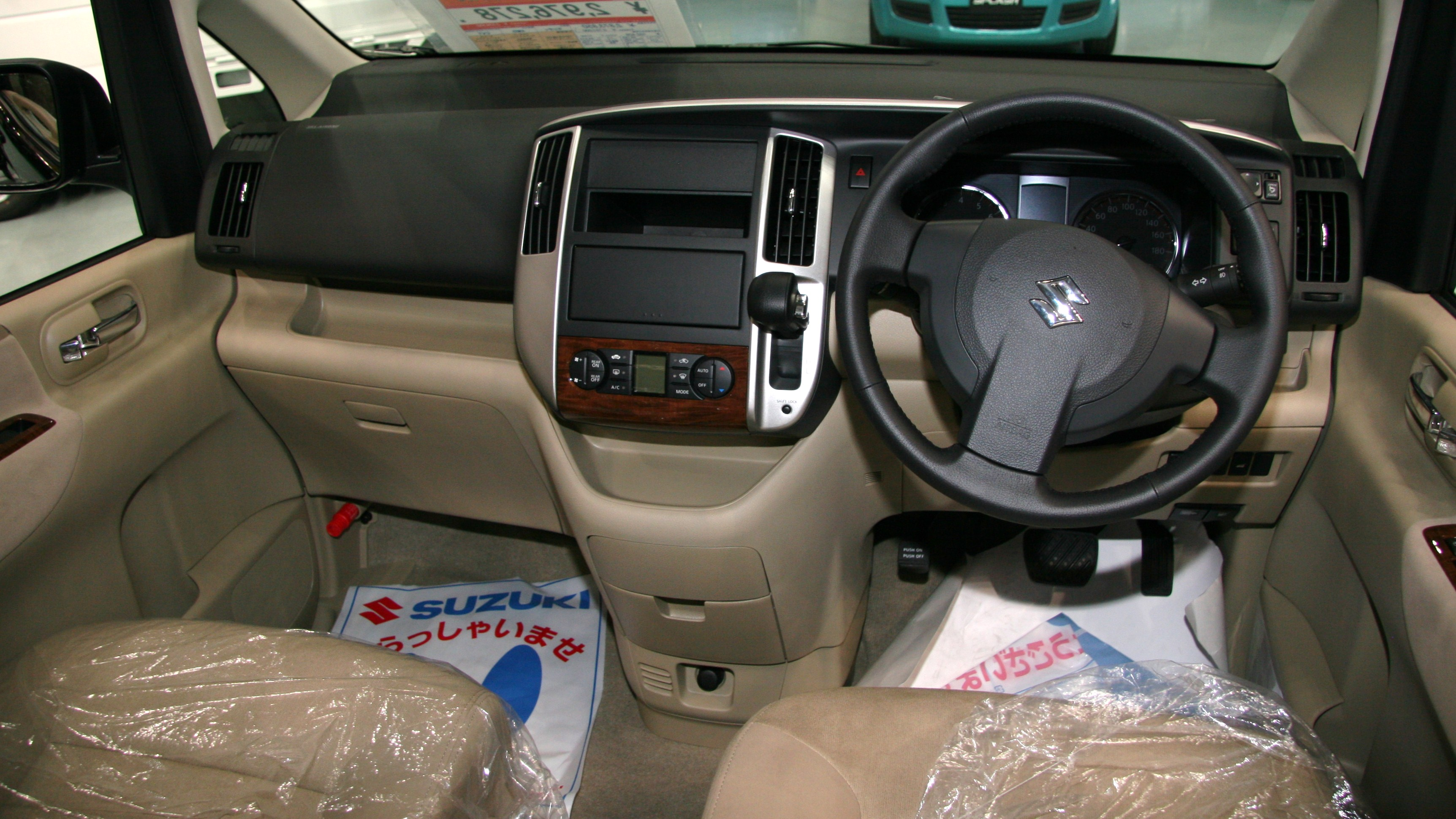
室内（後期型）

2007年1月22日
発売開始。
販売目標は700台と発表されていた。グレード体系は「2.0S」と「2.0G」のみの展開である。また、インカーホンやツインサンルーフ、両側パワースライドドアの設定がないなど、セレナと比べると大幅に装備・オプションが削られている一方、セレナではオプションとなっているキーレススタートシステムがSX4やスイフトなど他のスズキ車に倣って全車標準装備されている。
エンブレムはセレナが車両左側に「SERENA」と表記されているのに対し、ランディは他のスズキ車同様車両右側に「LANDY」と表記され、エンジンヘッドカバーのCIマークも日産のそれを外した跡に「SUZUKI」のロゴを冠したプレートを装着している。このようにフロントグリルを専用デザインとするなど、3代目セレナとは外観で小規模な差別化が図られている。キャッチフレーズは、「スズキの大きい車」「スズキの8人乗り」だった。
2008年1月16日
マイナーチェンジ。
2007年12月にマイナーチェンジしたセレナに準じた改良を加え、質感を向上させた。ボディーカラーに「クールアイアンパールメタリック」、「ローズレッドパール」、「キングフィッシャーブルーメタリック」の3色が加わったほか、「2.0S」のインテリアカラーがブラックに変更された。外装ではターンランプ付きドアミラー、新意匠のヘッドライト、前後バンパー、フロントグリル（ランディ専用デザイン）を採用。内装では新デザインのインパネ、自発光メーター、大型ヘッドレストなどを採用。また、オートライトシステムが新設定された。さらに、「2.0G」は住江織物が開発したアトガード加工シート、インテリジェントエアコンシステム、両側パワースライドドア、バックドアクローザーも装備され、パワーバックドアのオプション設定を追加した。
一方で、ディスチャージヘッドランプは標準装備からアクティブAFSとセットオプション設定に変更された。セレナの売りのひとつでもある「アラウンドビューモニター」は、ランディにはカーウイングス対応ナビゲーションのメーカーオプション設定自体がないため、用意されない。
2009年1月13日
一部改良。
「2.0S」はプラズマクラスターイオン搭載フルオートエアコン・排出ガス検知式内外気自動切替え機構・高性能フィルターを採用したインテリジェントエアコンシステムを、「2.0G」はセットオプション設定となっていたアクティブAFS並びにディスチャージヘッドランプがそれぞれ標準装備された。
2009年4月24日
4WD車の燃費性能を向上し「平成22年度燃費基準+15%」を達成。
2010年11月
生産終了。在庫対応分のみの販売となる。
2010年12月
2代目と入れ替わる形で販売終了。
- 室内（後期型）

## 2代目 SC26型（2010年 - 2016年）

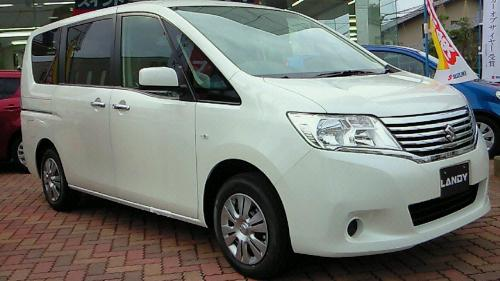
前期型2.0S（フロント）
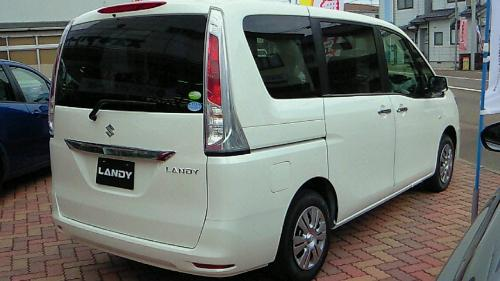
前期型2.0S（リア）
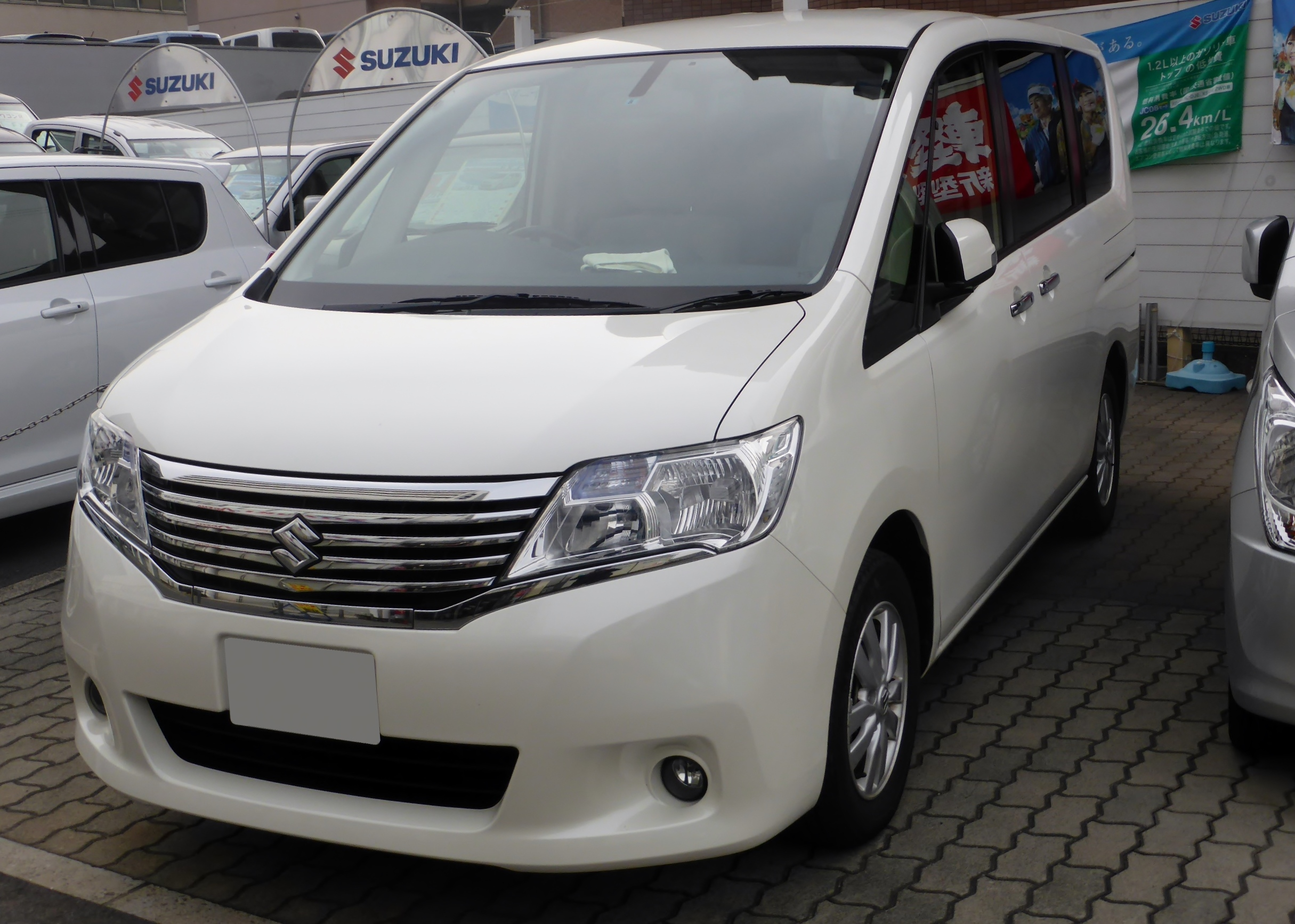
中期型2.0G（フロント）
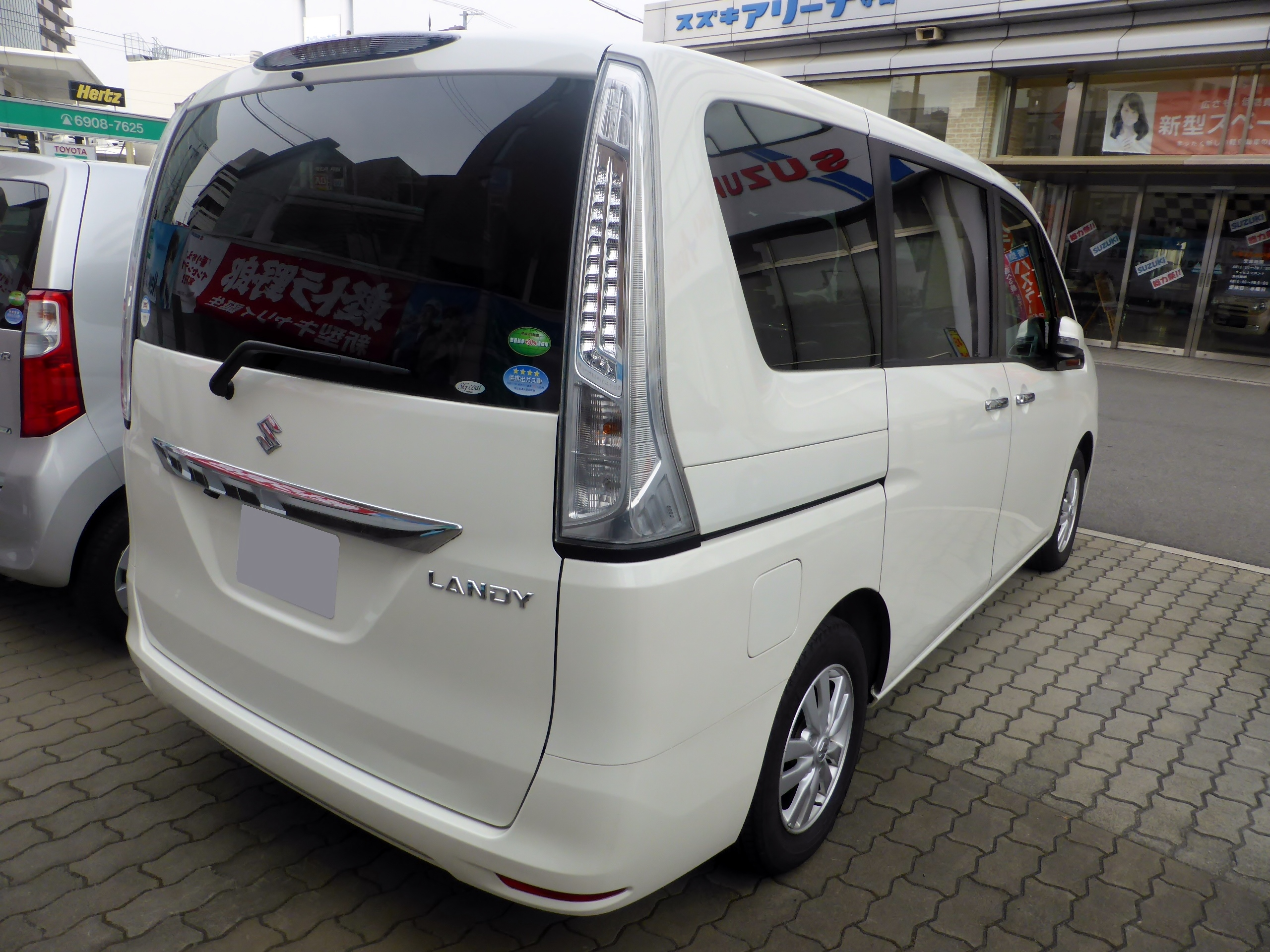
中期型2.0G（リア）

2010年12月21日
フルモデルチェンジ。
初代に引き続き、「2.0S」と「2.0G」の2グレード体系が基本となるが、本代では「2.0S」にセレナでは「20X」と同等の装備内容となるセットオプション装着車が設定された。エンジンはMR20型直噴に置換されるとともに、「2.0G」及び「2.0S」のセットオプション装着車にはエネルギー回生機構付オルタネーターにエンジン再始動機能を加えたECOモーターを備えたアイドリングストップシステムを搭載したことで燃費が向上し、全車「平成22年度燃費基準+25%」を達成した。
このほか、スライドドアやバックドアの開口部を広げ、乗り降りのしやすさや荷室スペースの使いやすさを向上するとともに、瞬間燃費計・エコドライブナビゲーター・アイドリングストップタイマーを表示するECOメーターを内蔵したマルチグラフィックアッパーメーターや実用燃費向上を重視したECOモードを採用している。なお、「2.0S」にはキーレスプッシュスタートシステムとメッキリング付シフトインジゲーターが標準装備され、アイドリングストップシステム・VDC・ヒルホールドコントロール・両側パワースライドドア・ディスチャージヘッドランプのセットオプションを設定。「2.0G」にはディスチャージヘッドランプが標準装備されているなど装備面でセレナと細かな違いがあり、ボディカラーに関しても、セレナの標準グレードに設定されている「ナチュラルハーブ2コートメタリック」と「ソリッドホワイト2コートソリッド」はランディでは設定がない。
外観については4代目セレナとは微妙に異なる程度で、エンジンやメカニズムなどは同一である。また、センターコンソールの幅がセレナとは異なり、ワイドDINサイズ（幅200mm）のナビゲーションは装着できない。
2012年8月9日
一部改良（2型）。
内容は同年8月1日のセレナの一部改良に準じ、「2.0G」と「2.0S」セットオプション装着車の2WD車に「スマートシンプルハイブリッド（S-HYBRID）」を搭載し、燃費を向上したことで「平成27年度燃費基準+20%」を達成。本仕様車ではヘッドライトのターンシグナルレンズ部にブルーインナーレンズを、リアコンピランプとハイマウントストップランプはクリアタイプのLED、およびフルオートデュアルエアコンとヒーテッドドアミラーを装備した。なお、商標権の関係上、セレナではリアや前席ドア下部に装着されている「PURE DRIVE / S-HYBRID」エンブレムはランディでは付かない。また、スズキのハイブリッドカーでは軽自動車のツインに次いで2例目となるが、登録車としては初となった。アイドリングストップシステムを装着する「2.0G」と「2.0S」セットオプション装着車の4WD車についても、燃費向上により「平成27年度燃費基準+10%」を達成した。
2012年7月から施行された法規対策として、全車においてセカンドシートの中央席3点式シートベルトとISOFIX対応チャイルドシート固定用アンカーをそれぞれ採用し、セカンドシート固定用バンドを追加。サードシートの中央席にも3点式シートベルトを採用し、タイヤは転がり抵抗を低減したタイプに変更。ボディカラーは「ブレードシルバーメタリック」と「スチールブルーメタリック」を廃止し、新色の「クリスタルミストメタリック」を含む4色に整理した。
2014年1月21日
マイナーチェンジ（3型）。
2013年12月25日のセレナのマイナーチェンジに準じるもので、「2.0S」を除く全グレードに前方の車両や歩行者との衝突の可能性が高まると警報と自動ブレーキによりドライバーの衝突回避操作を支援するエマージェンシーブレーキ、および意図せずに走行車線から逸脱しそうな時に警報によってドライバーに注意を促すLDW（車線逸脱警報）を標準装備するとともに、「2.0G」には踏み間違い衝突防止アシスト、フロント&バックソナー、ふらつき警報、MOD（移動物検知）機能付全方位モニター、ディスプレイ付自動防眩式ルームミラーをひとまとめにした「アドバンスドセーフティパッケージ」をメーカーオプションとして設定した。
また、フロントデザインが一新され、ボディカラーは黒系を「スーパーブラック（オプションカラー）」から「ダイヤモンドブラックパール（オプションカラー）」に差し替え、「クリスタルミストメタリック」を廃止する替わりに、「ブルームーンホワイトパール（オプションカラー）」と「プレミアムディープコーラルメタリック（オプションカラー）」を追加した5色となった（ただし、セレナで20S/20X/20G専用色として追加した「ロゼブロンズチタンメタリック」はランディでは設定されない）。
装備面では「2.0S」を除く全車で、ヘッドランプのロービームをLED化したほか、3列目シート用パーソナルテーブルを追加。全車のフロントガラスに眩しさを軽減するトップシェードが追加され、「2.0G」にはフロントドアにスーパーUVカット断熱グリーンガラスを新たに採用した。グレード体系は従来の「2.0S」セットオプション装着車が「2.0X」として独立グレード化され、3グレードとなった。なお、LEDヘッドランプの採用はスズキ車初となる。
2015年4月1日
仕様変更。「2.0X（両側ワンタッチパワースライドドア装着車）」・「2.0G」の2WD車において、新たに設けられた「平成32年度燃費基準」を達成した。
2015年11月
仕様変更。エマージェンシーブレーキ、LDW（車線逸脱警報）を「2.0S」にも装備。これにより、全車標準装備となる。
2016年8月
生産終了。在庫対応分のみの販売となる。
2016年11月
3代目へのフルモデルチェンジに伴い販売終了。
- 前期型2.0S（フロント）
- 前期型2.0S（リア）
- 中期型2.0G（フロント）
- 中期型2.0G（リア）

## 3代目 SC27型（2016年 - 2022年）
2016年12月13日
セレナのフルモデルチェンジから約1ヶ月遅れで3代目へのフルモデルチェンジを発表（12月20日販売開始）。
グレード体系は2代目・後期型同様に、「2.0S」・「2.0X」・「2.0G」の3グレード体系を継承する（それぞれ、5代目セレナの「S」・「X」・「G」にほぼ相当）。なお、「2.0S」はセレナ同様、2WD車のみの設定となった。
バックドアは上半分のウィンドウ部分のみの開閉が可能なハーフバックドアを備えたデュアルバックドアとなり、給油口は給油キャップを無くしたキャップレス給油口を採用した。安全装備に関しては、2代目同様、エマージェンシーブレーキとLDW（車線逸脱警報）を全車標準装備し、2代目では「2.0G」の「アドバンスセーフティパッケージ」装着時のみの設定だった踏み間違い衝突防止アシスト、ふらつき警報、MOD（移動物検知）機能付全方位モニターを全車に拡大して標準装備化。さらに、車両進入禁止標識を検知してドライバーに知らせる進入禁止標識検知を全車標準装備したほか、「2.0X」・「2.0G」には、車庫入れや縦列駐車時に自動操舵で支援するパーキングアシストとSRSカーテンエアバッグ&フロントシートSRSサイドエアバッグも標準装備された。ただし、セレナの標準グレードの一部（「X」・「G」）にオプション設定されているプロパイロット（+電動式パーキングブレーキ）やハンズフリーパワースライドドアはランディでは未設定となる。
燃費性能は「2.0X」・「2.0G」でアイドリングストップ時間を延長して燃費を向上するとともに、2代目は2WD車のみの搭載だった「S-HYBRID」を4WD車にも新たに搭載したことで燃費を向上し、4WD車も平成32年度燃費基準を達成。「S-HYBRID」を搭載しない「2.0S」も燃費を向上して「平成27年度燃費基準+10%」を達成した。
初代・2代目同様、ランディ専用のデザインが与えられており、フロントグリルは外側に広がる2本のメッキバーを採用。リアは2代目同様にバックドアメッキガーニッシュを車名ロゴなしの専用品に変え（材質もセレナと異なっており、光沢がある仕様となっている）、車名エンブレムが右下に独立配置される。また、バックドアのSマークは日産CIの土台（ハーフバックドアオープナー部分を除いた残りすべて）にカバーを被せ、その上から装着される。
ボディカラーはモノトーンカラーのみの設定となるうえ、セレナの標準グレードに設定されている「アズライトブルーパール」、「マルーンレッドマルチフレックスパールメタリック」、「インペリアルアンバーパール」の3色はランディでは設定されない。なお、2代目から継続設定される3色に加え、新色として「シャイニングブルーパールメタリック」と「カシミアグレージュパールメタリック（オプションカラー）」の2色が設定された。「シャイニングブルーパールメタリック」はセレナでは4代目の2015年7月の一部改良時に追加されたが、ランディは2代目が未設定だった為、3代目での設定となった。
2018年9月7日
一部仕様変更され、発売された。
前日（2018年9月6日）のOEM元のセレナの仕様一部向上に伴うもので、ハイビームアシストが搭載されたほか、踏み間違い衝突防止アシストに歩行者検知機能（前方時）が、標識検知機能に最高速度標識検知と一時停止標識検知がそれぞれ追加された。
2019年6月
ボディカラーの設定を変更。「シャイニングブルーパールメタリック」が廃止された（なお、OEM元のセレナは2019年8月1日のマイナーチェンジまで設定された）。
2020年2月24日
一部仕様変更を発表（2型、3月4日発売）。
2019年8月1日のOEM元のセレナのマイナーチェンジに伴うもので、セレナから約6ヶ月半遅れての改良実施となる。
安全装備が拡充され、BSI（後側方衝突防止支援システム）+BSW（後側方車両検知警報）、LI（車線逸脱防止支援システム）、RCTA（後退時車両検知警報）の3点が装備され、「2.0G」はインテリジェント ルームミラーとアダプティブLEDヘッドライトシステムも装備された。
外観はフロントグリル・バンパー（フロント・リア共）・ヘッドランプの意匠を変更。フロントグリルはランディ専用意匠のメッキフロントグリルとなる。ボディカラーは「カシミアグレージュパールメタリック」を廃止する替わりに、「マルーンレッドパールメタリック（オプションカラー）」と「アズライトブルーパール」を受注生産色として設定し、5色に拡大。また、従来は「ダイヤモンドブラックパール」のみだったスクラッチシールド加工（軟質樹脂を配合したクリアー塗装により、洗車による擦り傷や日常でのひっかき傷なら時間の経過とともにほぼ元の状態に復元可能な加工）を全色に拡大適応した。
内装はインパネセンターガーニッシュの意匠が変更されたほか、「2.0G」は前席とセカンドシートをレザー調シートクロスに、シフトノブを本革巻にそれぞれ変更された。
2020年8月19日
仕様変更（公式発表なし）
同年8月17日のOEM元のセレナの一部仕様向上に伴うもので、2台前を走る車両の車間や相対速度をレーダーを用いてモニタリングして自車からは見えない前方の状況変化を検知し、減速が必要と判断した場合にディスプレイの表示とブザーによる警報でドライバーに注意を促し、ブレーキの踏み遅れによる玉突き事故の回避をサポートするFCW（前方衝突接近警報）が新たに装備された。
WLTCモードによる燃料消費率及び排出ガス（「2.0X」・「2.0G」の2WD車はJC08モードによる燃料消費率も併記）に対応し、「平成30年排出ガス基準50%低減レベル（☆☆☆☆）」認定を取得した。なお、「2.0X」・「2.0G」の4WD車は燃料消費率のWLTCモードへの移行に伴い、「平成27年度燃費基準+5%」達成となった。
グレード体系が整理され、ガソリン車の「2.0S」が一旦廃止された。
2020年11月
ガソリン車の「2.0S」が復活設定された（公式発表なし）。
同年8月に仕様変更された「2.0X」・「2.0G」同様、FCWが新たに標準装備されたほか、WLTCモードによる燃料消費率並びに排出ガスに対応し、「平成30年排出ガス基準50%低減レベル（☆☆☆☆）」認定を取得した。
2022年6月30日
生産終了（日産からのOEM供給終了）。
2022年7月28日
4代目モデルの発表に伴い販売終了。発売から日産・セレナのOEM車は15年半で供給を終了した。

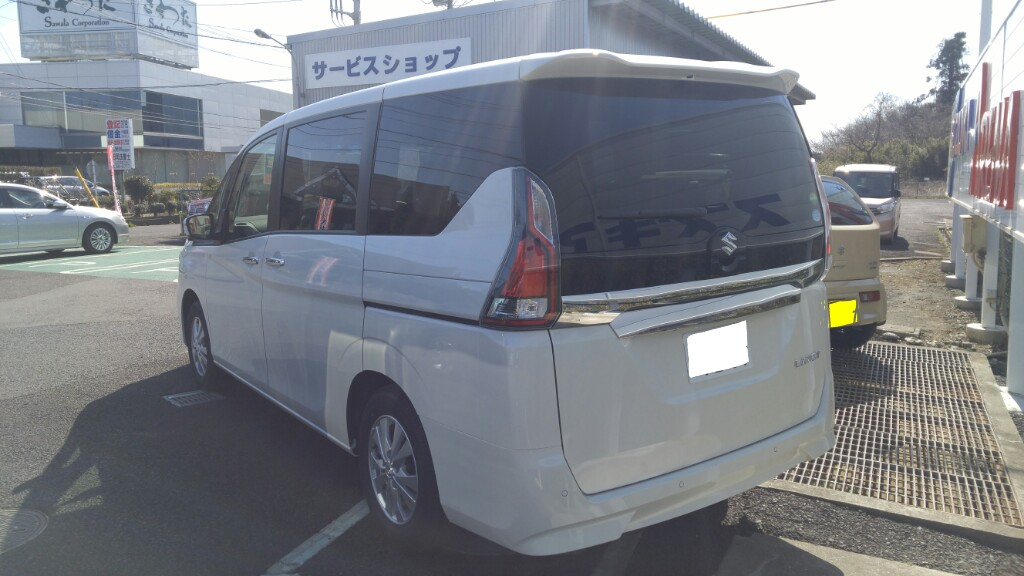
前期型2.0G（リア）
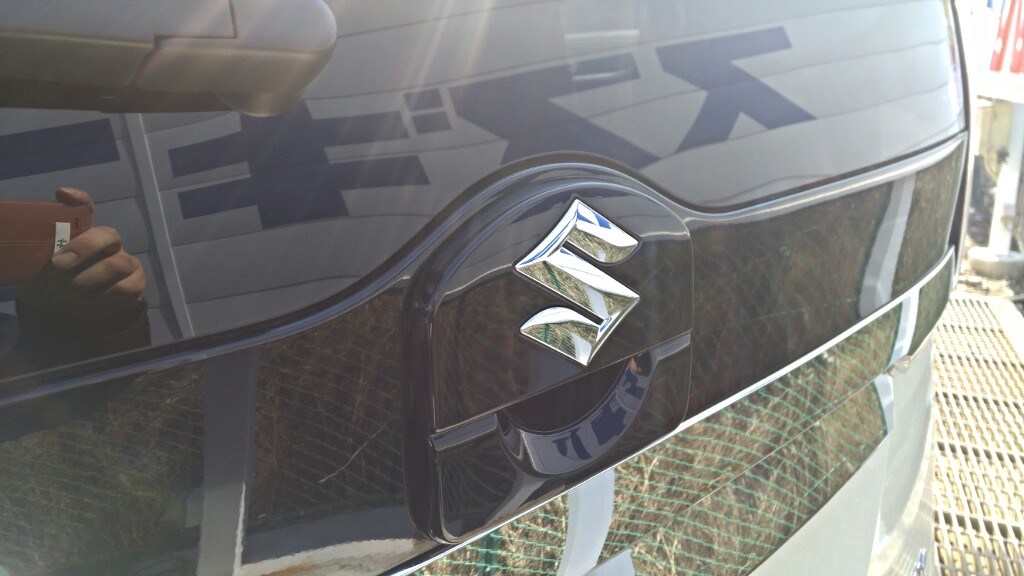
前期型2.0G（バックドアフィニッシャー）
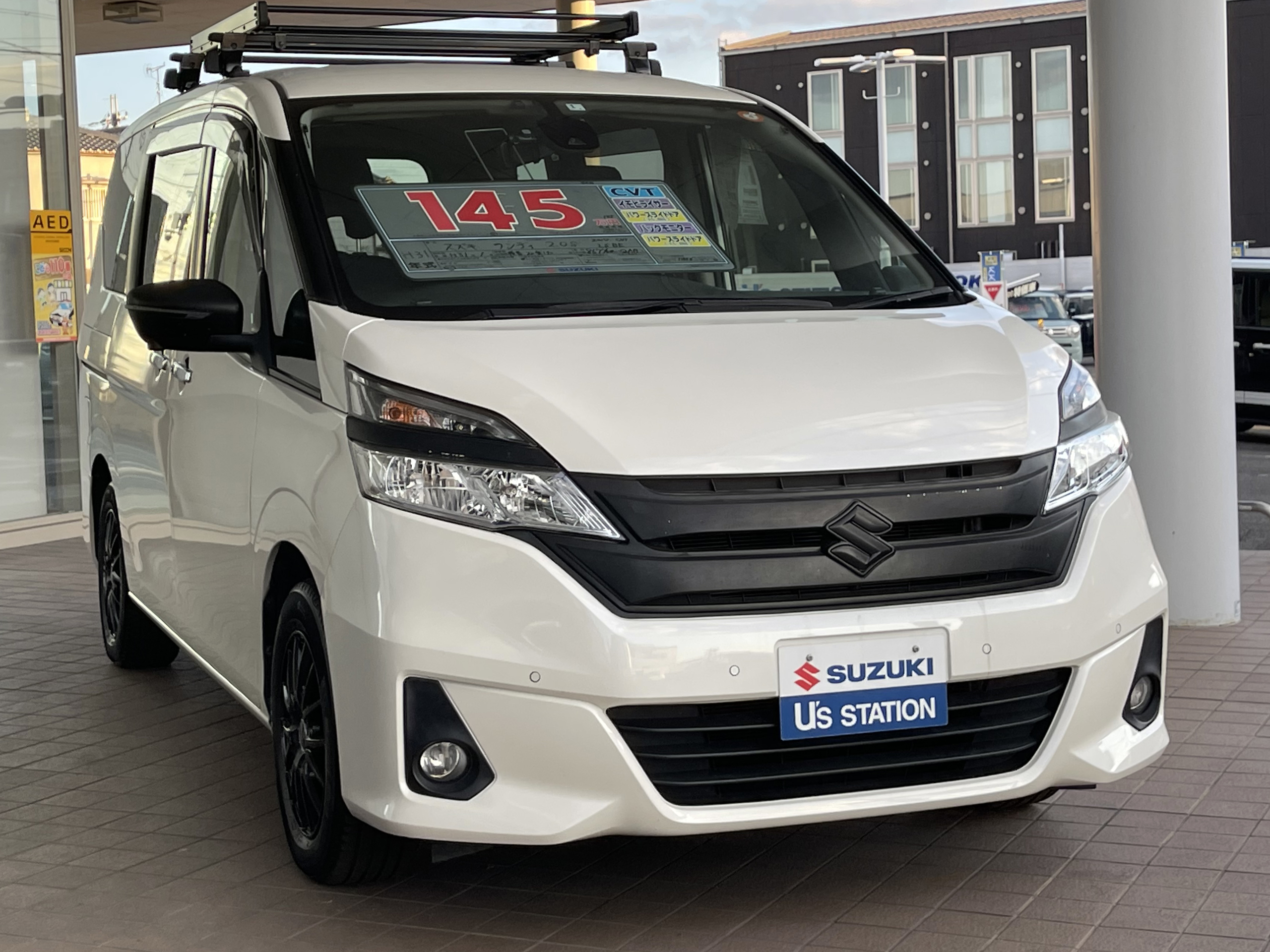
2.0S
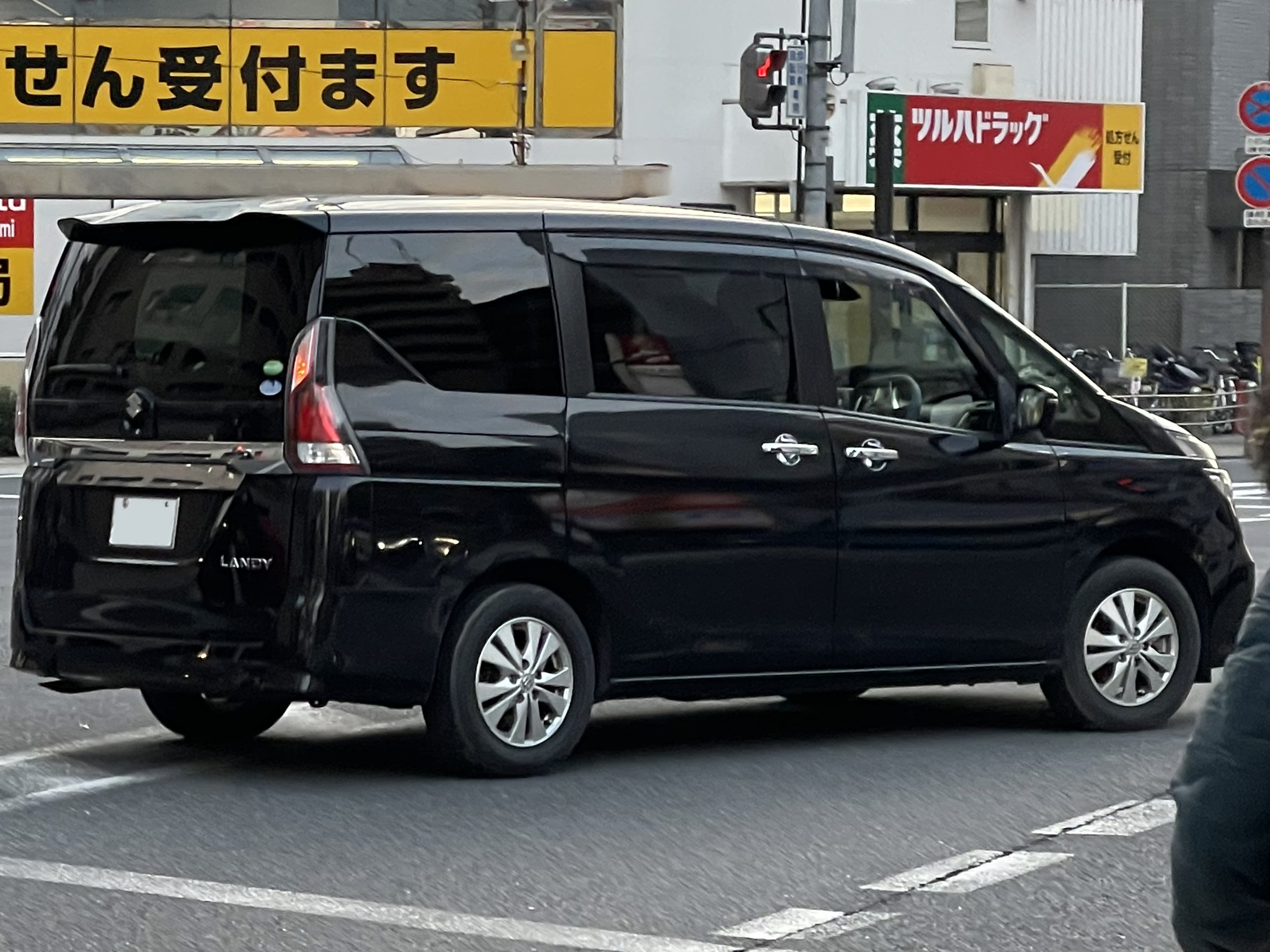
2.0G

## 4代目 R90C型（2022年 - ）
2022年7月28日
フルモデルチェンジを発表（8月8日発売）。
OEM供給元を日産自動車からトヨタ自動車に変更し、ベース車両がノアとなった。それに伴い型式もSC28ではなくノア、ヴォクシーと共通のR90となった。海外専売車ではスウェイス（カローラツーリングスポーツ）やアクロス（RAV4）などがあるが、日本国内のスズキ車において、トヨタ自動車からOEM供給を受けるのは初である。また、全幅が3代目から35mm拡大したことで1,700mmを超え、全車3ナンバーとなった。グレード体系はガソリン車は「G」に、ハイブリッド車はグレード体系を集約して「HYBRID G」となり、ガソリン車は3代目同様8人乗りだが、ハイブリッド車はセカンドシートが独立型のキャプテンシート（ストレート超ロングスライド+リクライニング+両側アームレスト付）となるため、7人乗りとなる。
外観は歴代モデル同様にランディ専用のデザインが与えられており、フロントフェイスはグリルがシルバー塗装+メッキモール、フードモールディングがボディー同色に、リアはバックドアガーニッシュがSマークのみとなり、歴代同様、車名ロゴエンブレムが右下に独立して配置される。また、ハイブリッド車はノアに装着されているハイブリッドシンボルマーク（HYBRID SYNERGY DRIVE）がハイブリッドエンブレムの名でそのまま装着される。ボディカラーはノアのスタンダードモデルと同一のラインナップとなり、ホワイトパールクリスタルシャイン（メーカーオプション）、スティールブロンドメタリック（受注対応）、メタルストリームメタリック、スパークリングブラックパールクリスタルシャイン（メーカーオプション/受注対応）、アディチュードブラックマイカの5色を設定。前述したように3代目までと同様にエアロモデルの設定がないため、ノアのエアロモデル（「S-G」・「S-Z」）専用色であるグリッターブラックガラスフレークとレッドマイカメタリックはランディでは未設定となる。
パワートレインはガソリン車は2.0LダイナミックフォースエンジンであるM20A-FKS型となり、CVTには10速シーケンシャルシフトマチックを備えた「Direct Shift-CVT」を採用。ハイブリッド車はエンジンに1.8Lの2ZR-FXE型を採用したストロングハイブリッド仕様となり、4WDにはスズキ車で初となる電気式四輪駆動システム「E-Four」が採用された。ガソリン車・ハイブリッド車共に排出ガス性能が向上され、スズキ車で初となる「平成30年排出ガス基準75%低減レベル（☆☆☆☆☆）」認定を取得するとともに、「HYBRID G」の2WD車はスズキ車初の2030年度燃費基準達成車となった。
3代目では未設定だったハンズフリーパワースライドドアが両側仕様のハンズフリーデュアルパワースライドドアとして全車標準装備され、センターピラー左右にアシストグリップを追加。バックドアは任意の位置に途中停止可能なフリーストップバックドアとなった。安全装備は予防安全パッケージ「Safety Sense」となり、衝突被害軽減ブレーキは検知対象を直進時の昼間の自動二輪車、交差点右折時の対向直進車や右左折時の対向方向から来る自転車運転者、交差点出会頭時の車両・自動二輪車にも拡げ、緊急時操舵支援機能や低速時加速抑制機能も備えたプリクラッシュセーフティ（PCS）に、車線逸脱防止支援システムはレーンディパーチャーアラート（LDA）に、ハイ/ロービーム自動切り替え機能はオートマチックハイビーム（AHB）に、標識認識機能は2つの道路標識（はみ出し通行禁止・転回禁止）と信号機にも対応したロードサインアシスト（RSA）にそれぞれ変更するとともに、高速道路でレーダークルーズコントロール作動中に車線変更に必要なステアリング操作の支援を行うレーントレーシングアシスト（LTA）、LTA制御中にドライバーの無操作状態が継続している場合、音・表示・緩減速を行って警告を行うとともに、ハザード・ホーン・ストップランプで車外に異常を通知しながら自車線内に減速停車するドライバー異常時対応システム、運転状況に応じたリスクの先読みを行い、操舵や減速操作のサポートを行うプロアクティブドライビングアシスト（PDA）、先行車の発進だけでなく信号が赤から青に変わった時のうっかり出遅れを警報ブザーと表示で知らせる発進遅れ告知機能（TMN）を追加。また、パーキングサポートブレーキ（前後方静止物）とドライブスタートコントロールが備わっており、駐車時のアクセルの踏み間違いや踏み過ぎによる静止物の接近を表示とブザーで知らせ、更に距離が縮まると衝突被害軽減ブレーキが作動。さらに、アクセルを踏みこんだままシフト変更したり、後退時に必要以上にアクセルを踏み込んだ場合に、表示で注意喚起するとともに、出力を抑制することで急出力や急発進を抑制する。3代目では未装備だった電動パーキングブレーキ（EPB）も新たに備わり、スイッチ操作でシステムが作動し、渋滞や信号待ちの際にブレーキを踏んで停車するとブレーキペダルから足を離しても停車を保持し、アクセルを踏むだけで解除して発進するブレーキホールドも装備された。
なお、ノアの同名グレードと装備内容でも一部異なっており、「ナノイーX」、左右独立温度コントロールフロントオートエアコン+リアオートエアコン（リアクーラー+リアヒーター）、快適温熱シート（運転席・助手席）が全車標準装備となり、ガソリン車は独立型センターコンソールボックス（充電用USBソケット（Type-C）2個付）も標準装備される。一方で、ノアに設定されているディスプレイオーディオが未設定（全車オーディオレス設定）となり、「T-Connect」を除くナビ・オーディオの機能は純正アクセサリーのエントリーナビ（ケンウッドブランド）とETC2.0車載器での対応となる。

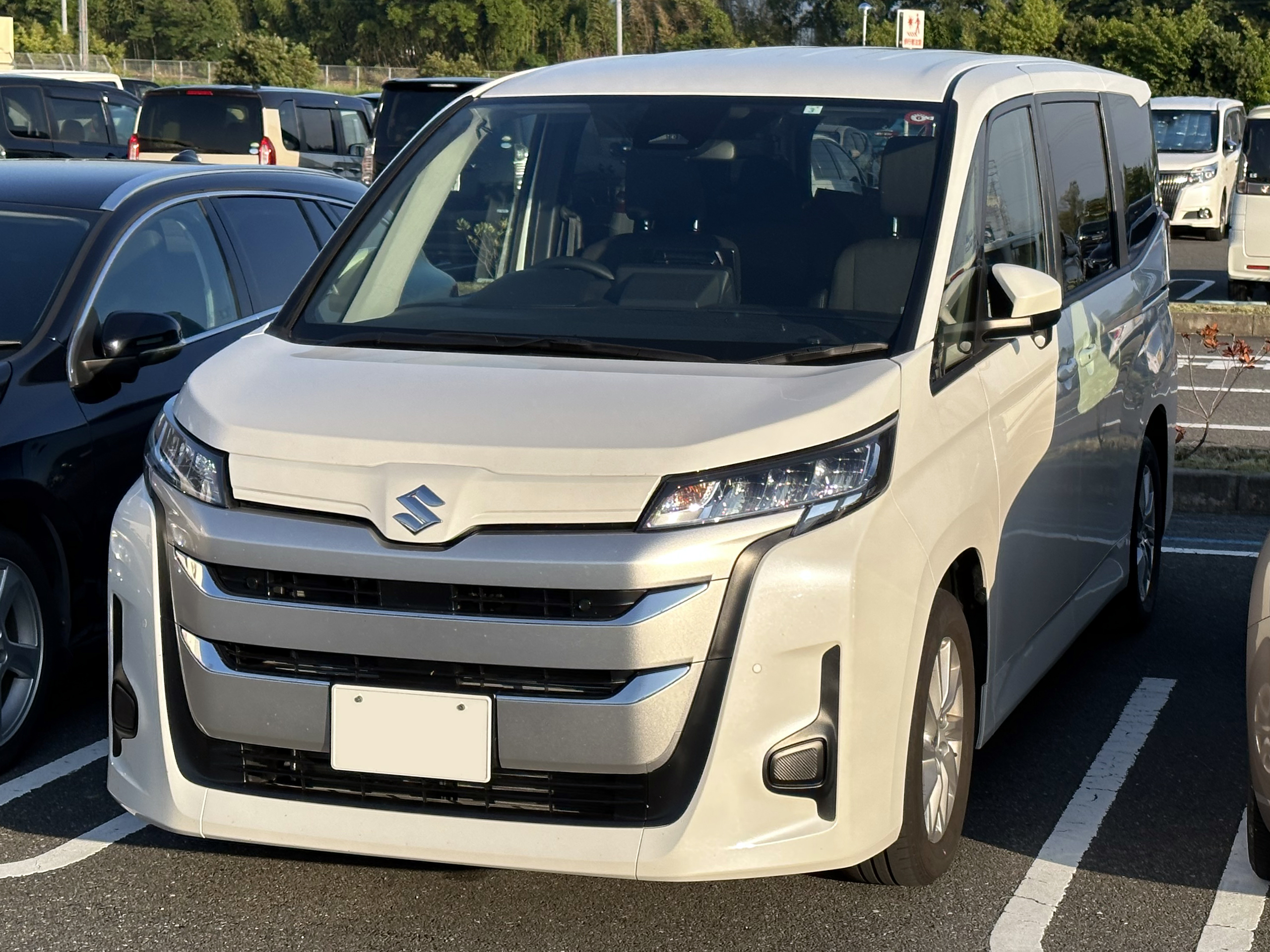
HYBRID G
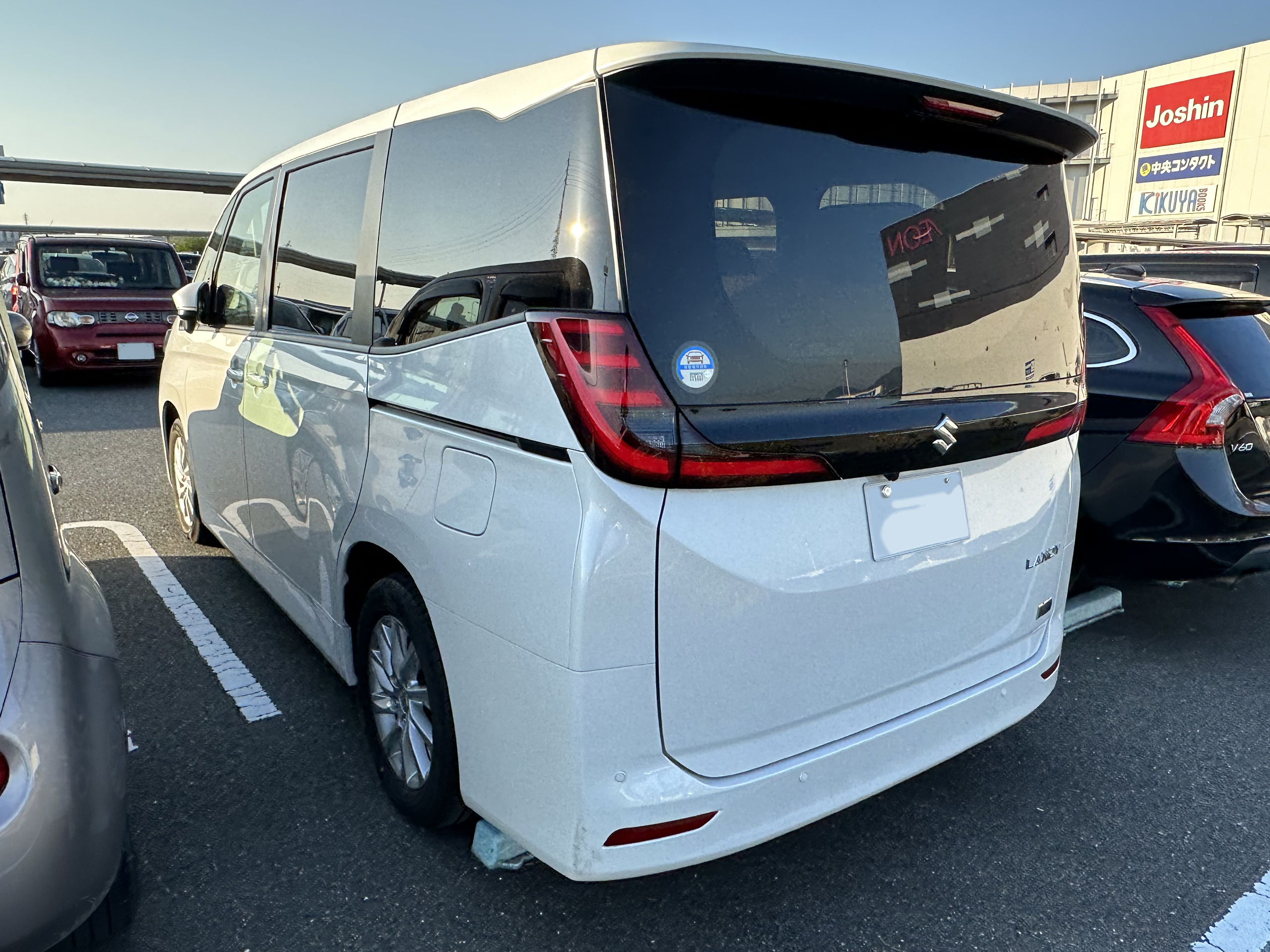
HYBRID G

## 中国仕様（2007年 - 2016年？）
2007年5月にスズキと中国の昌河汽車との合弁会社である昌河鈴木が小型ミニバンのランディ（浪迪）を発売した。日本国内のランディ（セレナのOEM）とは異なり、軽ワゴンの5代目エブリイを元に大型化されたボディに1.2Lまたは1.4LのK型エンジンが搭載される。2016年ごろに生産を終了。2018年6月にスズキは保有する昌河鈴木の株を昌河汽車に譲渡し、資本関係を解消した。この時点でのスズキブランドでの生産車種はワゴンRワイド1車種のみであった。スズキと昌河汽車は車両開発などを巡り関係が悪化し、昌河鈴木への新型車の投入を凍結、駐在員も引き上げるなど、提携は休眠状態が続いていた。

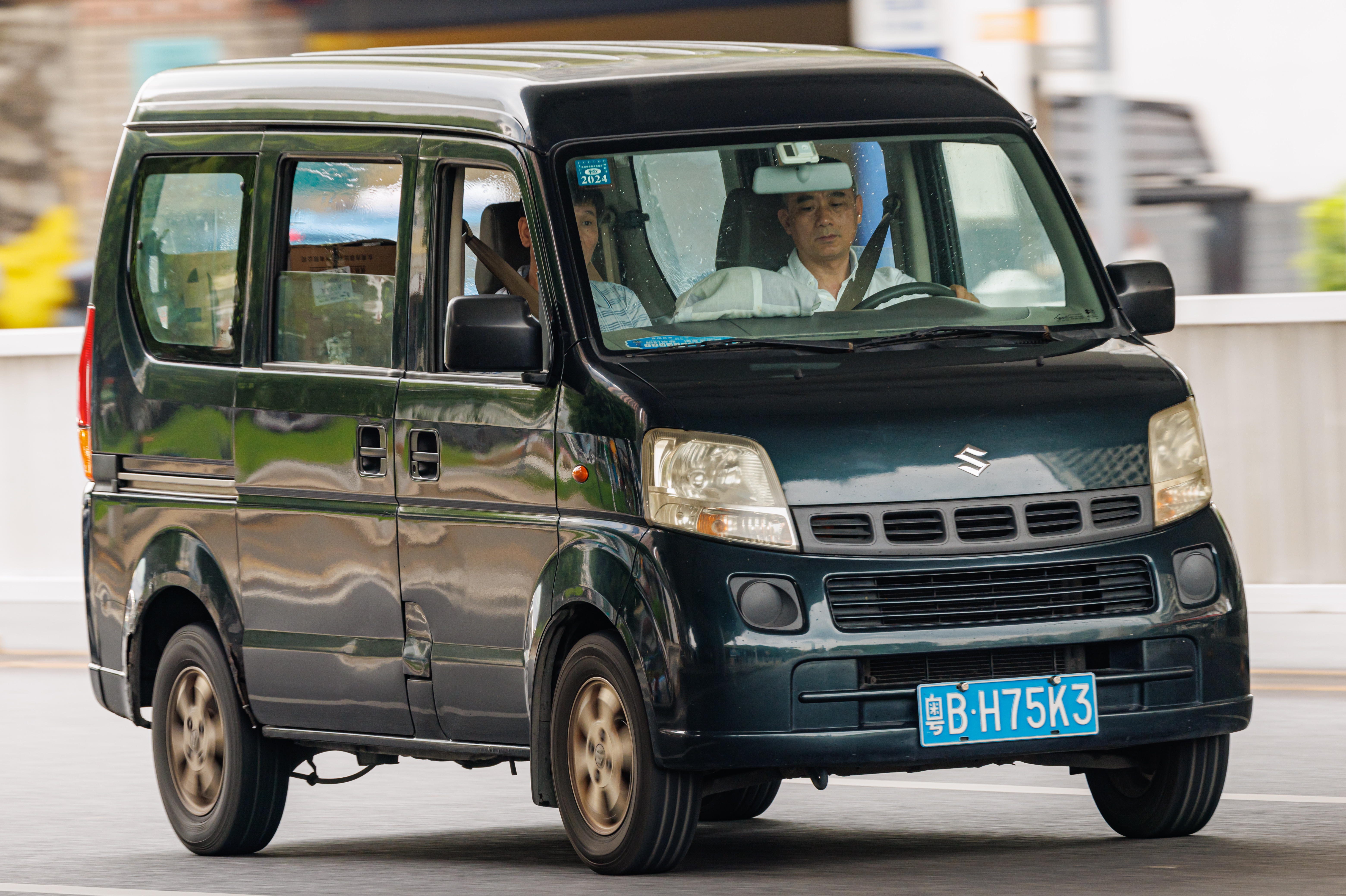
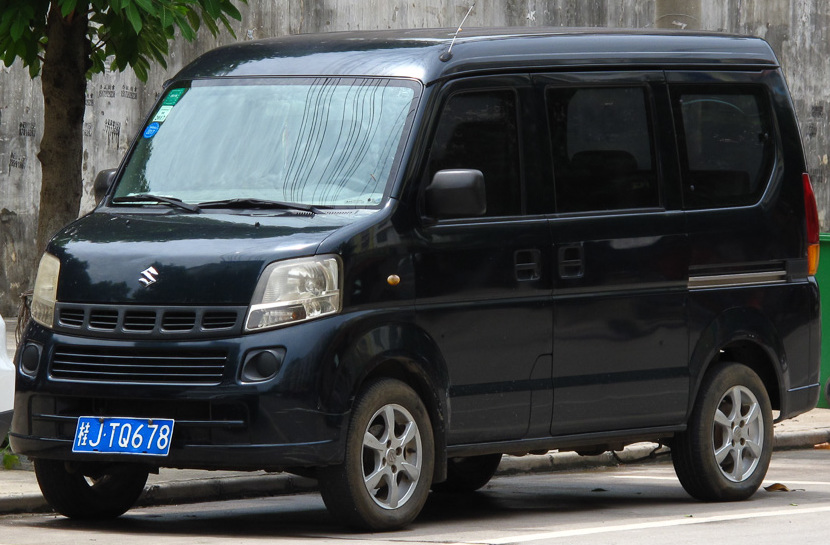
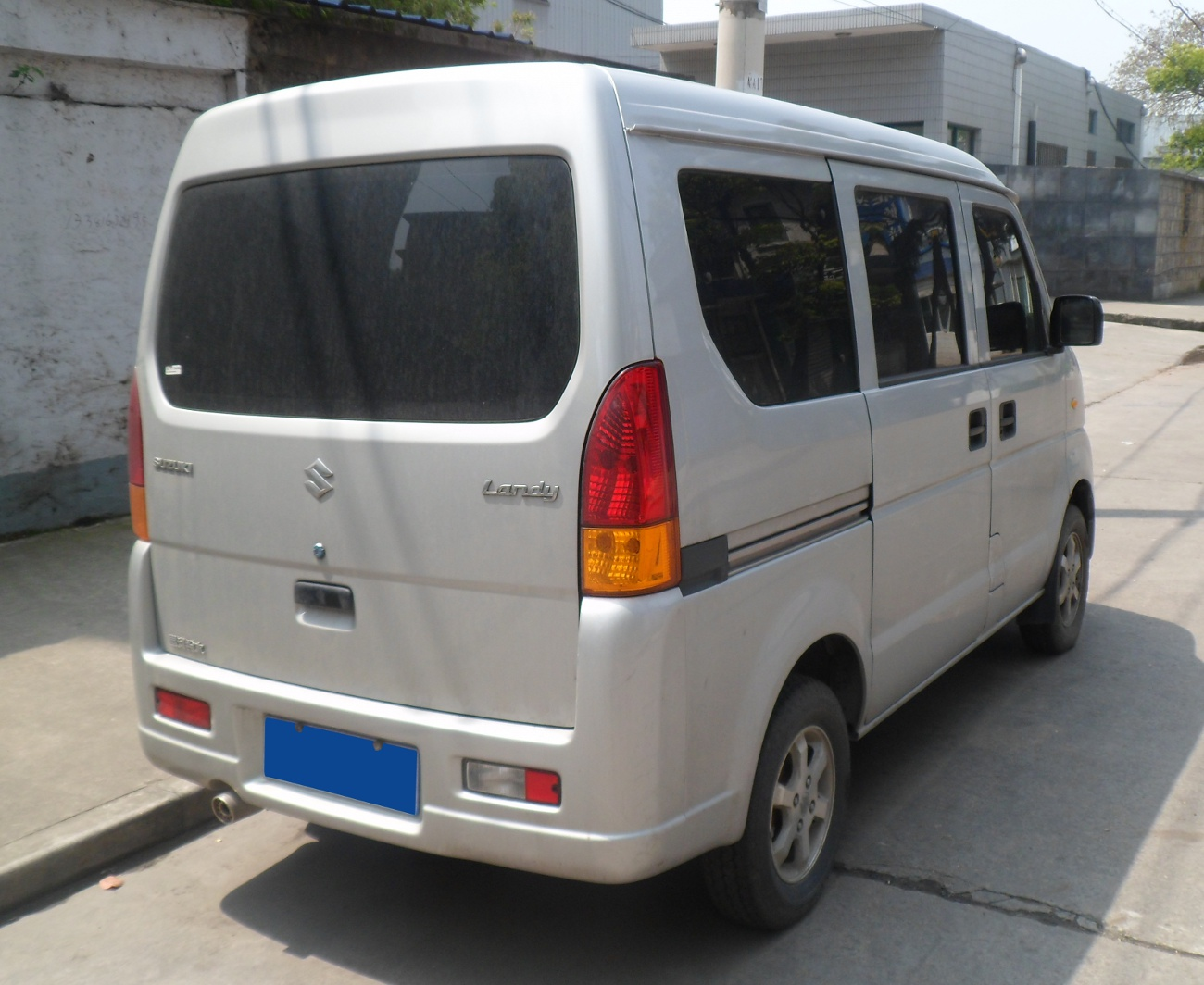
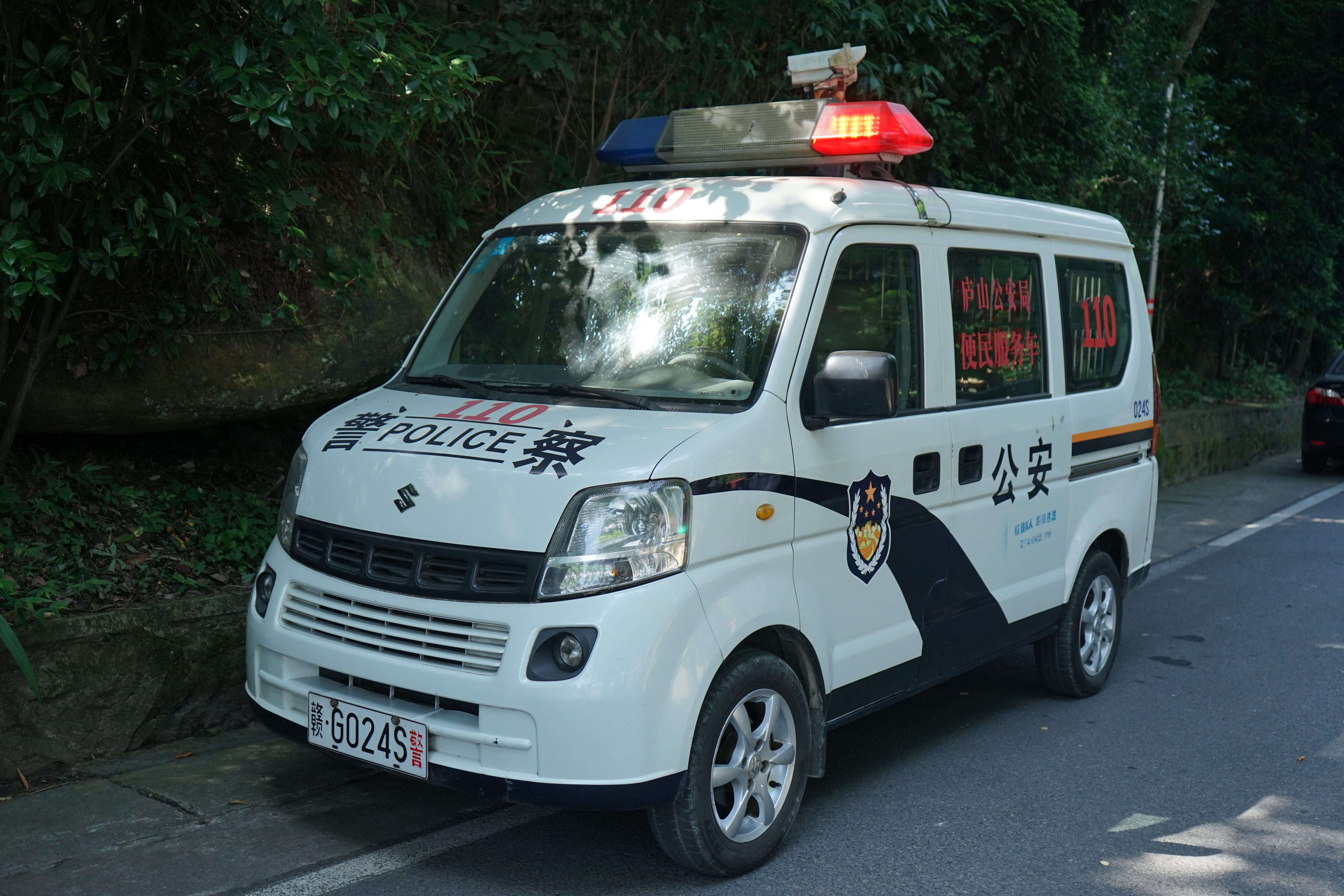

## 車名の由来
- LANDYとは、大地を表す「LAND」をもとにした造語である。